# من یکی و تنها (فیلم)
من یکی و تنها (به انگلیسی: My One and Only) فیلمی محصول سال ۲۰۰۹ و به کارگردانی ریچارد لانکرین است. در این فیلم بازیگرانی همچون رنی زلوگر، لوگان لرمن، مارک رندال، اریک مک‌کورمک، کریس نوت، نیک استال، استیون وبر، کوین بیکن، مالی کوئین، رابین ویگرت، دیوید کوچنر ایفای نقش کرده‌اند.